# Puig Rodon (la Vall de Bianya)
El Puig Rodon és una muntanya de 478 metres que es troba al municipi de la Vall de Bianya, a la comarca catalana de la Garrotxa.